# Гані-Гроув (Техас)
Гані-Гроув (англ. Honey Grove) — місто (англ. city) в США, в окрузі Фаннін штату Техас. Населення — 1715 осіб (2020).

## Географія
Гані-Гроув розташоване за координатами 33°35′17″ пн. ш. 95°54′31″ зх. д. / 33.58806° пн. ш. 95.90861° зх. д. (33.588095, -95.908622).  За даними Бюро перепису населення США в 2010 році місто мало площу 7,85 км², з яких 7,74 км² — суходіл та 0,11 км² — водойми.

## Демографія
Згідно з переписом 2010 року, у місті мешкало 1668 осіб у 679 домогосподарствах у складі 449 родин. Густота населення становила 213 осіб/км².  Було 805 помешкань (103/км²).
Расовий склад населення:
| - 77,4 % — білих - 14,9 % — чорних або афроамериканців - 0,8 % — корінних американців - 0,2 % — азіатів - 3,9 % — осіб інших рас |

До двох чи більше рас належало 2,8 %. Частка іспаномовних становила 11,6 % від усіх жителів.
За віковим діапазоном населення розподілялося таким чином: 26,4 % — особи молодші 18 років, 57,7 % — особи у віці 18—64 років, 15,9 % — особи у віці 65 років та старші. Медіана віку мешканця становила 36,9 року. На 100 осіб жіночої статі у місті припадало 91,3 чоловіків;  на 100 жінок у віці від 18 років та старших — 89,2 чоловіків також старших 18 років.
Середній дохід на одне домашнє господарство  становив 44 443 долари США (медіана — 30 200), а середній дохід на одну сім'ю — 54 057 доларів (медіана — 46 438). Медіана доходів становила 36 429 доларів для чоловіків та 26 875 доларів для жінок. За межею бідності перебувало 25,2 % осіб, у тому числі 38,5 % дітей у віці до 18 років та 10,2 % осіб у віці 65 років та старших.
Цивільне працевлаштоване населення становило 724 особи. Основні галузі зайнятості: освіта, охорона здоров'я та соціальна допомога — 27,9 %, виробництво — 24,3 %, роздрібна торгівля — 13,4 %, науковці, спеціалісти, менеджери — 4,7 %.